# شمونووو
شمونووو (به لهستانی:  Szymonowo) یک روستا در لهستان است که در گمینا ماودته واقع شده‌است.